# Новое Мансуркино
Новое Мансуркино — село в Похвистневском районе Самарской области. Административный центр сельского поселения Новое Мансуркино.

## География
Село находится на расстоянии примерно 29 км (по прямой) к северо-западу от города Похвистнево, административного центра района.

## История
Село основано в 1774 году татарами и мордвой из села Старомансуркино, из тех жителей, которые не хотели креститься. Накануне 1917 года в селе насчитывалось 720 дворов. В советское время работал колхоз «Восток».

## Население
| 2010 |
| ---- |
| 1207 |

### Национальный состав
Согласно результатам переписи 2002 года, в национальной структуре населения татары составляли 99 % из 1217 чел.

## Улицы
| - ул. Ключевая, - ул. Колхозная, - ул. Кольцевая, - ул. Комсомольская, | - ул. Ленина, - ул. Полевая, - ул. Садовая, - ул. Школьная. |